# Carlos Pace
Jose Carlos Pace (n. 6 octombrie 1944, São Paulo, São Paulo, Brazilia – d. 18 martie 1977, Mairiporã, São Paulo, Brazilia) a fost un pilot brazilian de Formula 1 care a evoluat în Campionatul Mondial între anii 1972 și 1977.  Pace a murit în urma unui accident de avion  în Brazilia.